# Antti Sumiala
Antti Sumiala, född 20 februari 1974 i Björneborg, är en finländsk före detta fotbollsspelare. Han spelade i nio olika länder och femton klubbar under sin proffskarriär. Sumiala spelade 38 landskamper i finska landslaget. 
Han debuterade för PPT Björneborg (numera FC Jazz) i Division I när han var bara 15 år gammal. Efter två säsonger lämnade han för Anderlechts fotbollsakademi i Belgien. Två år senare kom han till Finland för att göra sin militärtjänst och vann FM-guld med FC Jazz. Han var också skyttekung i Tipsligan 1993 med 20 mål. De bästa åren av sina karriär spelade Sumiala i holländska Eredivisie med Emmen, NEC Nijmegen och FC Twente.  
2002-2003 representerade Sumiala IFK Norrköping i Allsvenskan och i Superettan. Han gjorde 21 mål i 33 matcher för Norrköping. 
År 2006 återvände Sumiala  till Björneborg och spelade fem säsonger med FC PoPa. Han är också klubbens huvudägare. Sumialas syfte var att befordra FC PoPa till Tipsligan, men det lyckades inte. Efter säsongen 2011 degraderas klubben till Tvåan. I november 2011 rapporterades det att polisen utreder klubbens penningtransaktioner.